# Witowo (Jedwabno)
Witowo (deutsch Ittowen, 1927 bis 1945 Gittau) ist ein Dorf in der polnischen Woiwodschaft Ermland-Masuren. Es gehört zur Landgemeinde Jedwabno (1938 bis 1945 Gedwangen) im Powiat Szczycieński (Kreis Ortelsburg).

## Geographische Lage
Witowo liegt am Nordostufer des Braynicker Sees (polnisch Jezioro Brajnickie) in der südlichen Mitte der Woiwodschaft Ermland-Masuren, 34 Kilometer nordöstlich der ehemaligen Kreisstadt Neidenburg (polnisch Nidzica) bzw. 13 Kilometer westlich der jetzigen Kreismetropole Szczytno (deutsch Ortelsburg).

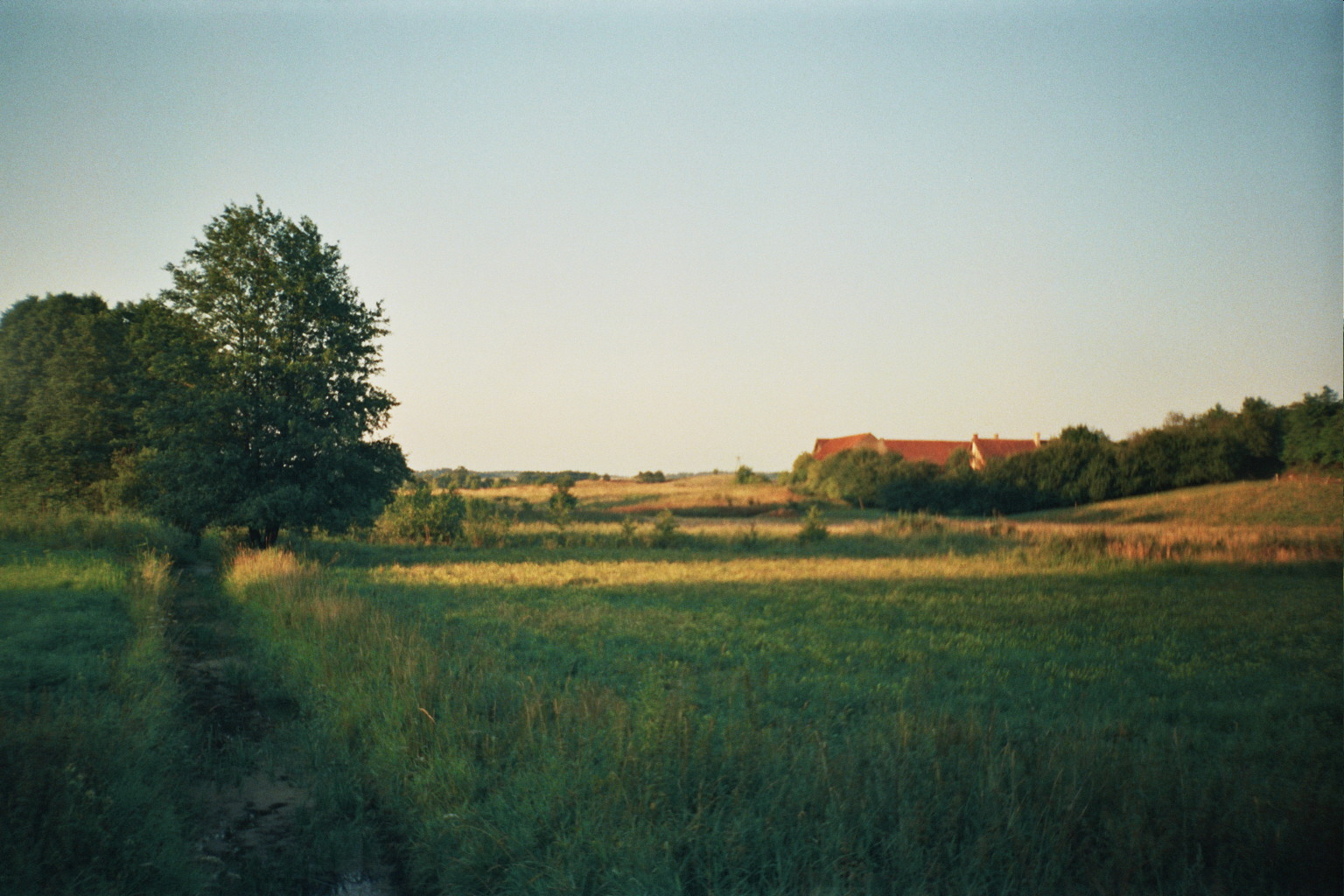
Blick auf Witowo

## Geschichte
Gittau – nach 1574 Vittona genannt – wurde 1410 gegründet und war ein aus kleinen Höfen und Gehöften bestehendes Dorf. Als Landgemeinde war Ittowen von 1874 bis 1945 in den Amtsbezirk Burdungen (polnisch Burdąg) im  ostpreußischen Kreis Neidenburg eingegliedert. Im Jahre 1910 zählte das Dorf 160 Einwohner.
Am 23. November 1927 wurde Ittowen in „Gittau“ umbenannt. Die Zahl der Einwohner belief sich 1933 auf 153 und 1939 auf 125.
In Kriegsfolge wurde Gittau 1945 mit dem gesamten südlichen Ostpreußen an Polen überstellt. Das Dorf erhielt die polnische Namensform „Witowo“ und ist heute mit dem Sitz eines Schulzenamtes (polnisch Sołectwo) eine Ortschaft im Verbund der Landgemeinde Jedwabno (1938 bis 1945 Gedwangen) im Powiat Szczycieński (Kreis Ortelsburg), bis 1998 der Woiwodschaft Olsztyn, seither der Woiwodschaft Ermland-Masuren zugehörig. Im Jahre 2011 waren in Witowo 242 Einwohner registriert.

## Kirche
Bis 1945 war Ittowen resp.Gittau in die evangelische Kirche Neuhof (Kreis Neidenburg) in der Kirchenprovinz Ostpreußen der Kirche der Altpreußischen Union, außerdem in die römisch-katholische Kirche Jedwabno im damaligen Bistum Ermland eingepfarrt.
Heute gehört Witowo evangelischerseits zur Pfarrei Jedwabno in der Diözese Masuren der Evangelisch-Augsburgischen Kirche in Polen sowie zur St.-Adalbert-Kirche Nowy Dwór im jetzigen Erzbistum Ermland.

## Verkehr

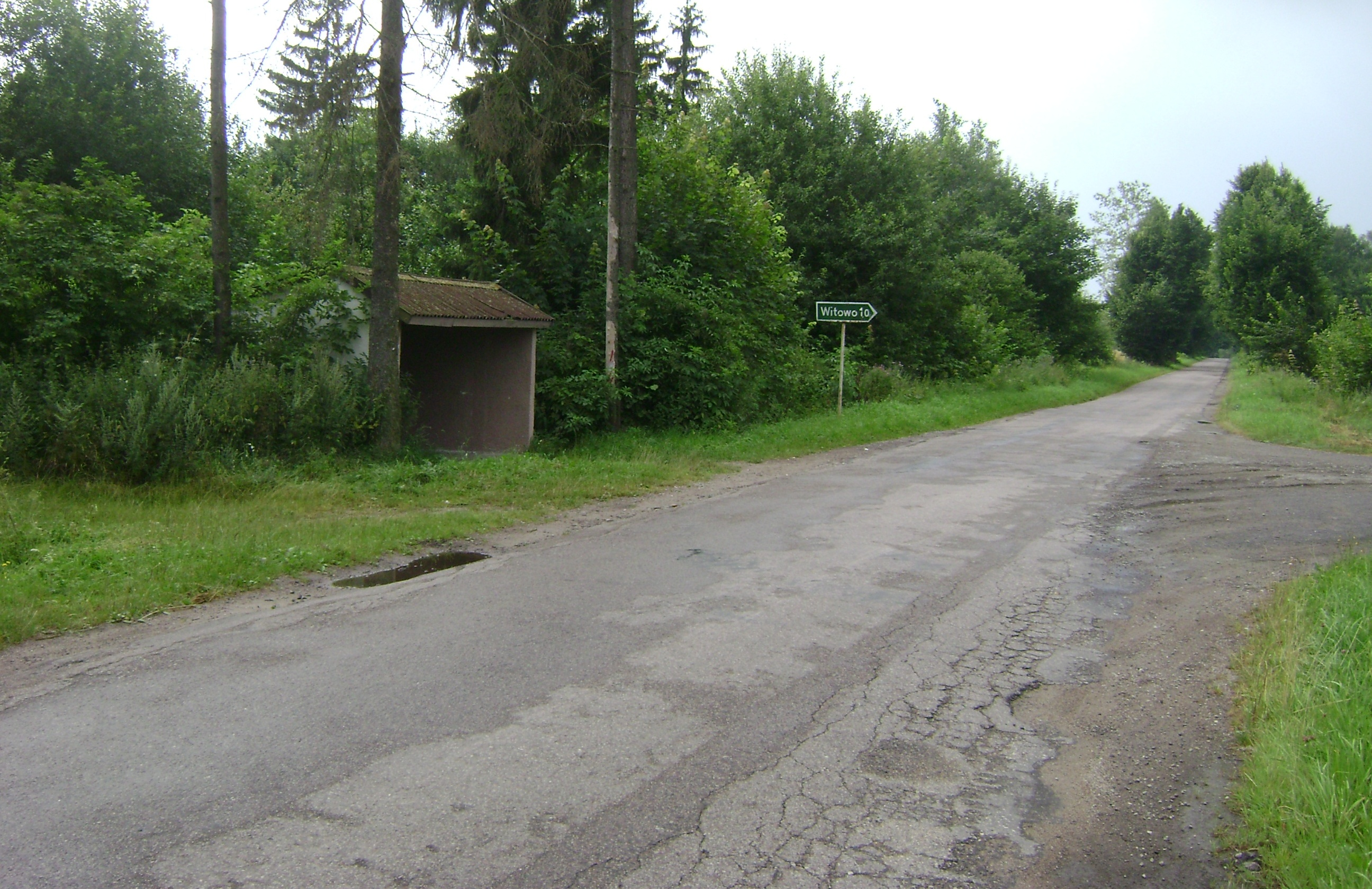
Bushaltepunkt Witowo

Witowo liegt am Endpunkt einer Nebenstraße, die von der Landesstraße 58 bei Warchały (Warchallen) in nördlicher Richtung abzweigt und über Brajniki (Braynicken) direkt in den Ort führt. Eine Anbindung an den Bahnverkehr gibt es nicht. Das Dorf ist an das Busliniennetz des öffentlichen Personennahverkehrs angeschlossen.

## Persönlichkeit
- Ernst Krupka (1890–1991), Evangelist der Deutschen Zeltmission